# 木村昭夫
木村 昭夫（きむら あきお）は、日本の元アマチュア野球選手（投手）。

## 経歴・人物
室蘭工業高校ではエースとして活躍し、1965年の北海道地区における高校野球秋季大会の決勝戦で強豪の北海高校を破り、優勝を果たす。翌年の1966年の春の選抜で当校において、初出場を果たす。しかし、エースの上岡誠二を擁する土佐高校に敗れた。同年の夏の甲子園県予選の室蘭予選における代表決定戦において、駒大苫小牧高校に敗れ、甲子園へ再び出場することはできなかった。同年のドラフト会議で阪神から3位指名を受けたが、入団に拒否した。
高校卒業後は富士製鐵室蘭に入社した。